# Невая Крестос
Невая Крестос — імператор Ефіопії з Соломонової династії. Був старшим сином негуса Амди Сейона I.

## Правління
За часів його правління відбулось повстання Алі ібн Сабр ад-Діна з династії Валашма. У відповідь Невая Крестос провів кампанію на сході імперії: в султанатах Адал та Іфат. Через відсутність підтримки серед підданих повстання ад-Діна виявилось невдалим, в результаті його було взято у полон разом з усіма його синами. Зрештою султанат Іфат було знищено як державне утворення. Негус ув'язнив усіх синів повсталого султана, окрім Ахмада, якого зробив губернатором території Іфат. Утім, за вісім років Алі був звільнений та повернувся до влади. Ахмад та його сини були усунуті від управління територією.
Незважаючи на акції проти церкви, яких негус вживав на початку свого правління, надалі Невая Крестос палко підтримував Олександрійського патріарха Марка IV, якого ув'язнив султан Єгипту Аль-Саліх. Спочатку негус ув'язнив єгипетських купців у своєму царстві, потім виступив значними силами проти Єгипту. Легенда свідчить, що патріарха Марка було звільнено, після чого була відряджена делегація, щоб переконати імператора повернутись до меж своїх володінь.
Імператору також приписують відновлення старовинної церкви на озері Гайк, яку згодом (1531) зруйнував імам Ахмед ібн Ібрагім аль-Газі. Збереглись також копії трьох законів, датованих роками правління Неваї Крестоса, що свідчать про те, що влада негуса у ті часи сягала Серає (сучасна Еритрея) і Тиграю.